# Lager Sremska Mitrovica
Das Lager Sremska Mitrovica  (serbisch Логор Сремска Митровица Logor Sremska Mitrovica) befand sich während des Kroatienkrieges in Sremska Mitrovica, in Serbien. Im Lager wurden vorwiegend kroatische und andere nicht-serbische Kriegsgefangene und Zivilisten von serbischen Truppen festgehalten.
Das Gefangenenlager existierte vom November 1991 bis August 1992. Mindestens 25 Gefangene sollen vor Zeugen ermordet worden sein, andere wurden gefoltert und geschlagen, auch Vergewaltigungen sollen verübt worden sein.

## Das Lager
Im Lager wurden etwa 3000 bis 4000 Menschen festgehalten.
Es befand sich in der Ortsmitte von Sremska Mitrovica und bestand aus einem Gebäude, das von einer vier Meter hohen Mauer und Stacheldraht umgeben wurde.
Das Hauptgebäude war 60–70 Meter lang und 8 Meter breit.

## Der Krieg
Während des Kroatienkrieges wurde die Stadt Vukovar von der Jugoslawischen Volksarmee und serbischen Paramilitärs nach der Schlacht um Vukovar erobert.
Nach der Einnahme der Stadt wurden 260 Menschen beim Massaker von Vukovar ermordet. Die meisten Gefangenen wurden in das 75 Kilometer östlich gelegene Sremska Mitrovica verlegt.

## Erste offizielle Erwähnung des Lagers
Das Internationale Komitee vom Roten Kreuz (IKRK) besuchte das Lager erstmals am 2. Dezember 1991.